# Tex e il signore degli abissi
Tex e il signore degli abissi è un film western del 1985, diretto da Duccio Tessari e interpretato da Giuliano Gemma, William Berger e Carlo Mucari.
Il film è la trasposizione di una storia a fumetti del famoso ranger Tex Willer, che parte con l'albo intitolato El Morisco, prosegue con Sierra Encantada e termina appunto con Il signore dell'abisso (albi dal n. 101 al 103), scritta da Giovanni Luigi Bonelli e disegnata da Guglielmo Letteri.
Il film, che doveva essere l'episodio pilota di una serie televisiva mai realizzata, si rivelò un flop dal punto di vista commerciale e venne giudicato una cattiva trasposizione del fumetto.

## Trama
La storia si basa sul ritrovamento di misteriose pietre verdi da parte degli indiani. Queste pietre hanno la capacità, se colpiscono un uomo, di mummificarlo e renderne il corpo duro come roccia.
Tex e i suoi fedeli amici devono riuscire a rintracciare il misterioso stregone che riesce a procurarsi queste pietre, e sconfiggerlo per sempre.

## Produzione
Tex Willer venne creato in Italia nel 1948 ed è diventato uno dei personaggi dei fumetti più famosi e longevi del Paese. I tentativi di adattare la serie a fumetti di Tex al cinema apparvero già verso la fine degli anni sessanta. Tra questi, Sergio Bonelli stava lavorando a un adattamento con Charlton Heston (Tex) e Jack Palance (Kit) presi in considerazione per i ruoli. Bonelli contattò i registi Tonino Valerii ed Enzo G. Castellari per avviare delle trattative. Valerii ricordò di essere stato contattato da Gianluigi Bonelli nei primi anni settanta. L'idea piacque a Valerii, ma scoprì che Bonelli voleva realizzare un film in cui avrebbe gestito personalmente i costumi e cambiato la storia a proprio piacimento, facendo naufragare il progetto.
Nei primi anni ottanta, Duccio Tessari si fece carico del film, inizialmente concepito come episodio pilota di una serie televisiva prodotta dalla Rai. Per il ruolo di Tex venne scelto Giuliano Gemma, che in passato aveva lavorato con Tessari in diversi film, tra cui Una pistola per Ringo, Arrivano i titani, Kiss Kiss... Bang Bang e I bastardi. Il regista e gli sceneggiatori si concentrarono su tre storie dei fumetti Tex con venature fantastiche. Queste erano El Morisco, Sierra Encantada e Il signore dell'abisso, scritte da Bonelli e disegnate da Guglielmo Letteri.
Le riprese del film si sono svolte tra maggio e giugno 1985 in Italia e Spagna.

## Distribuzione
Tex e il signore degli abissi è stato distribuito nei cinema italiani nel 1985. Lo storico di cinema Roberto Curti ha scritto che il film è stato "devastato" dalla critica e ha avuto incassi deludenti al botteghino. Il progetto originario della serie televisiva non è mai stato realizzato.

## Accoglienza

### Critica
I maggiori difetti furono attribuiti alla scelta, per il ruolo di Tex, di Giuliano Gemma, attore prestante, ma dal volto sottile e poco idoneo a raffigurare il personaggio, e al mantenimento di molte espressioni e vocaboli propri del fumetto, che nel film avrebbero dovuto essere sostituiti da un linguaggio più semplice e asciutto.
La trasposizione in pellicola di un fumetto come Tex, popolarissimo e nell'immaginario dei lettori già perfetto nella sua realizzazione tramite immagini statiche (nei volti, negli atteggiamenti dei personaggi e nelle dinamiche di svolgimento delle storie), sarebbe stata in ogni caso difficile. In effetti fu probabilmente per questo motivo che il regista, l'esperto Duccio Tessari, e la produzione decisero di realizzare il film attraverso sequenze statiche, in modo da rendere allo spettatore il film come se fosse un fumetto.
La realizzazione risultò inevitabilmente perdente nei confronti del fumetto, ma è improbabile che una trasposizione più dinamica avrebbe ottenuto migliori risultati. Considerazioni simili valgono anche per la non eccelsa qualità degli effetti speciali (anche quelli più elementari) e per le interpretazioni dei protagonisti che non potevano, per i motivi già esposti, che essere inadeguati a rendere i personaggi originali. Di fatto il film non venne apprezzato neanche dallo stesso Giovanni Luigi Bonelli che, in qualità di ideatore e sceneggiatore del fumetto, sperava in un risultato migliore.

## Citazioni
- Lo stesso Giovanni Luigi Bonelli recitò nel film, prestando il volto al vecchio narratore indiano che compare in apertura e chiusura della pellicola.
- Nel film oltre alla storia dai n.101 al 103, vi sono citazioni di albi anteriori e altri elementi ripresi in albi posteriori: l'attacco al carro del venditore di armi ("A Sud di Nogales", "Morte di un soldato"), il carillon ("El Muerto"), un uomo trapassato al torace dal capo indiano cattivo con un colpo di lancia ("Riserva indiana" e "Piccolo Lupo"), Tex che elimina dei mercanti di whisky ("Sabbie insanguinate"), un indiano ucciso dopo essere stato dato in pasto alle formiche rosse ("Il tesoro del tempio", "Dugan il bandito","Silver Star" e "Gringos!"), il tentato sacrificio di Carson da parte di un indio sventato in extremis ("L'ultima battaglia").

## Riconoscimenti
- 1986 - Ciak d'oro
  - Candidatura migliori costumi a Walter Patriarca